# Nasr-Al·lah ibn Muhàmmad
Nidham-ad-Din Abu-l-Maali Nasr-Al·lah ibn Muhàmmad ibn Abd-al-Hamid (s. XII) fou un visir gaznèvida, nadiu de Gazni però originari de Siraz. Va servir com a secretari a la cort gaznèvida i després el soldà Khusraw Malik (1160-1187) el va designar visir. Va caure en desgràcia i fou empresonat i executat sota el mateix sultà. Va escriure la versió persa de Kalila wa-Dimna.